# 1961 (szám)
Az 1961 (római számmal: MCMLXI) az 1960 és 1962 között található természetes szám.

## A matematikában
A tízes számrendszerbeli 1961-es a kettes számrendszerben 11110101001, a nyolcas számrendszerben 3651, a tizenhatos számrendszerben 7A9 alakban írható fel.
Az 1961 páratlan szám, összetett szám, félprím. Kanonikus alakja 371 · 531, normálalakban az 1,961 · 103 szorzattal írható fel. Négy osztója van a természetes számok halmazán, ezek növekvő sorrendben: 1, 37, 53 és 1961.
Az 1961 ötvenegy szám valódiosztóösszeg-függvényeként áll elő, ezek közül a legkisebb a 4383.